# Hegyesd

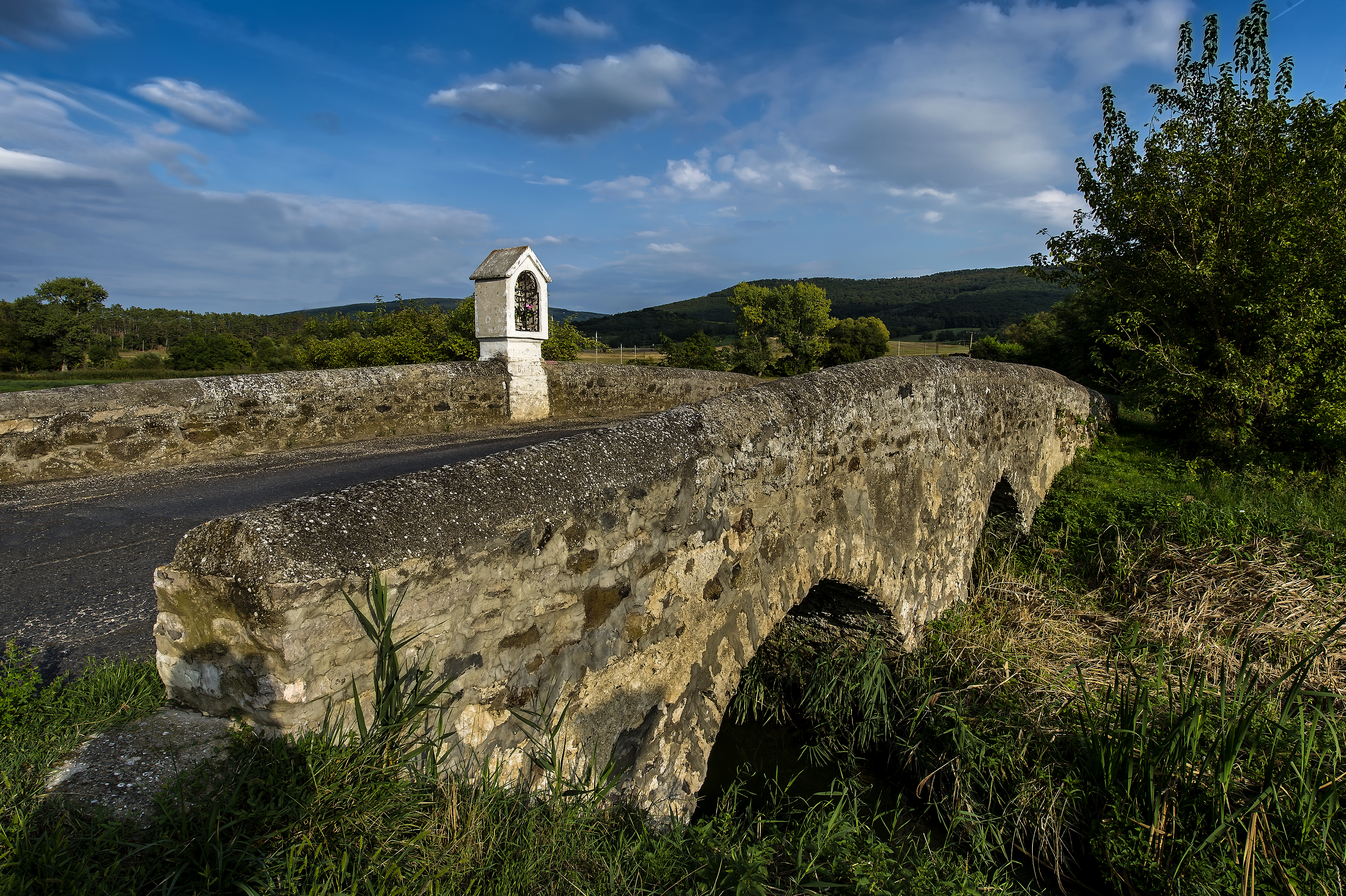
Kamenný most přes potok Eger-patak

Hegyesd [heděst] je obec v Maďarsku v župě Veszprém, spadající pod okres Tapolca. Nachází se asi 7 km severovýchodně od Tapolcy a asi 38 km jihozápadně od Veszprému. V roce 2015 zde žilo 146 obyvatel. Dle údajů z roku 2011 tvoří 96,2 % obyvatelstva Maďaři a 1,3 % Němci, přičemž 3,8 % obyvatel se ke své národnosti nevyjádřilo.

## Sousední obce
| Růžice kompasu | Sáska   |                |               | Růžice kompasu |
| Růžice kompasu |         | Sever          | Monostorapáti | Růžice kompasu |
| Růžice kompasu | Hegyesd |                | Monostorapáti | Růžice kompasu |
| Růžice kompasu | Jih     |                | Monostorapáti | Růžice kompasu |
| Růžice kompasu | Tapolca | Mindszentkálla | Szentbékkálla | Růžice kompasu |